# مایکل پاری
مایکل پاری (انگلیسی: Michael Kevin Paré؛ زادهٔ ۹ اکتبر ۱۹۵۸) هنرپیشه اهل ایالات متحده آمریکا است.

## گزیده فیلمشناسی
- آزمایش فیلادلفیا (فیلم) (۱۹۸۴)
- مخمصه شامگاهی (۱۹۹۲)
- دهکده نفرین‌شدگان (۱۹۹۵)
- مستعمره (فیلم ۱۹۹۶) (۱۹۹۶)
- امید شناور (۱۹۹۸)
- خودکشی باکره‌ها (فیلم) (۱۹۹۹)
- قلب آمریکا (۲۰۰۲)
- کومودو علیه کبرا (۲۰۰۵)
- خون رینی (فیلم) (۲۰۰۵)
- کوره (فیلم) (۲۰۰۶)
- بذر (فیلم ۲۰۰۷) (۲۰۰۷)
- پستی (۲۰۰۷)
- ۱۰۰ پا (۲۰۰۸)
- تنها در تاریکی ۲ (فیلم) (۲۰۰۸)
- فار کرای (فیلم) (۲۰۰۸)
- آبی خاکی (فیلم) (۲۰۱۰)
- وکیل لینکلن (فیلم) (۲۰۱۱)
- دکتر هاوس (۲۰۱۱)
- گمشده (فیلم ۲۰۱۲) (۲۰۱۲)
- جنگ علیه وال استریت (۲۰۱۳)
- ناگهانی (۲۰۱۳)
- تاماهاوک استخوانی (۲۰۱۵)
- نفوذی (فیلم ۲۰۱۶) (۲۰۱۶) بری سیل